# Периваньес и командор Оканьи
«Периваньес и командор Оканьи» (в первом переводе на русский язык «Периваньес и командор из Оканьи»; исп. Peribáñez y el comendador de Ocaña) — историческая пьеса испанского драматурга Лопе де Веги, написанная примерно в 1609—1614 годах и впервые опубликованная в 1614 году в Мадриде, в четвёртой части собрания комедий этого автора. В том же году была переиздана в Барселоне и Памплоне. После смерти Лопе появилась переработка пьесы под названием «Супруга Периваньеса». Франсиско де Рохас Соррилья под влиянием «Периваньеса» создал драму «Гарсиа де Кастаньяр».
Центральным конфликтом пьесы становится столкновение командора Оканьи, грубого и высокомерного аристократа, с крестьянами — людьми простыми, но имеющими свои представления о чести. Командор совершает насилие над крестьянкой, и это становится причиной народного восстания.